# تپه طراز ناهید
تپه طراز ناهید مربوط به دوره سلجوقیان - دوره ایلخانی است و در شهرستان ساوه، بخش مرکزی، دهستان طرازناهید، روستای طرازناهید واقع شده و این اثر در تاریخ ۷ خرداد ۱۳۸۷ با شمارهٔ ثبت ۲۳۰۰۰ به‌عنوان یکی از آثار ملی ایران به ثبت رسیده است.